# Skála ÍF

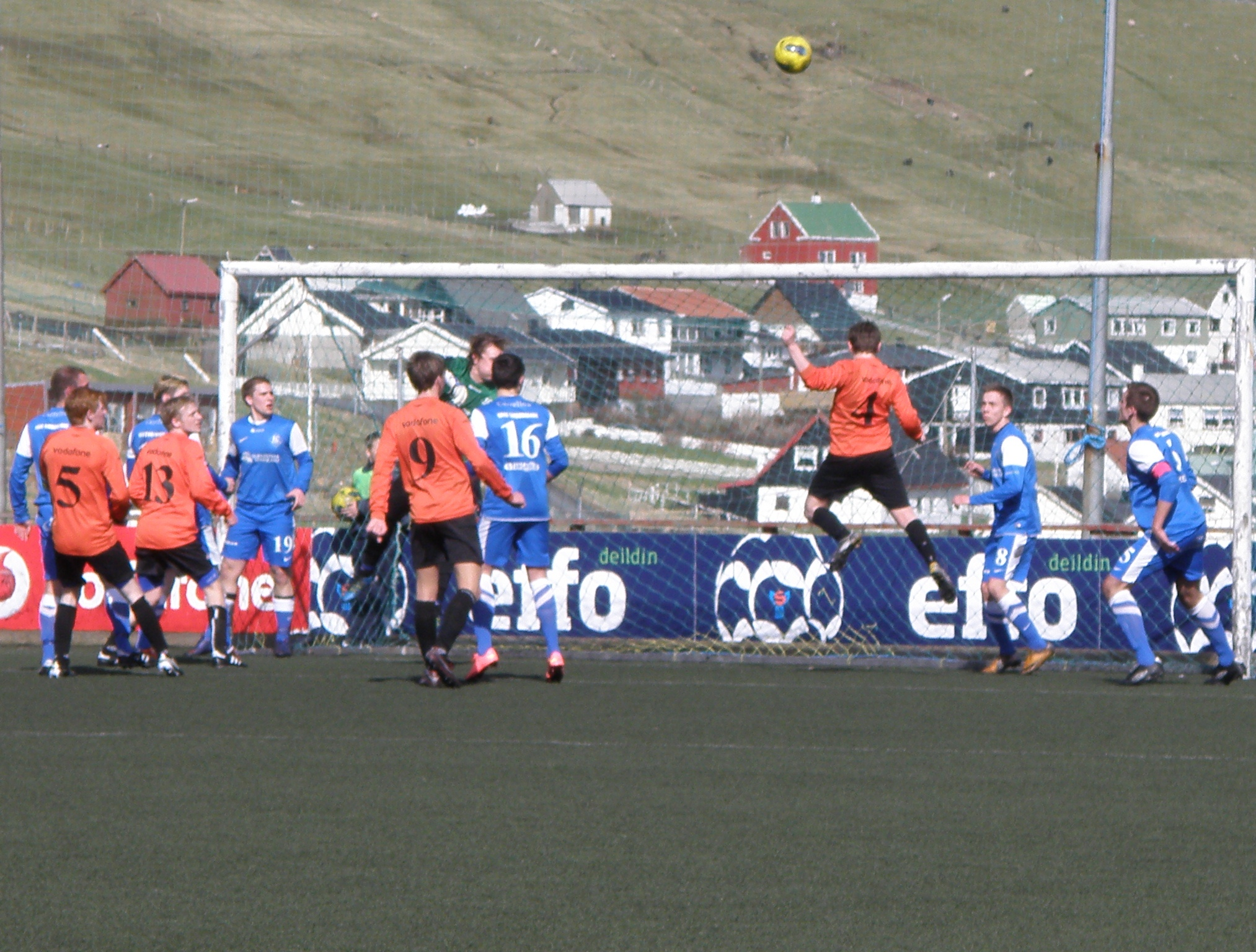
Skála vs. FC Suðuroy na Copa das Ilhas Faroe de 2012

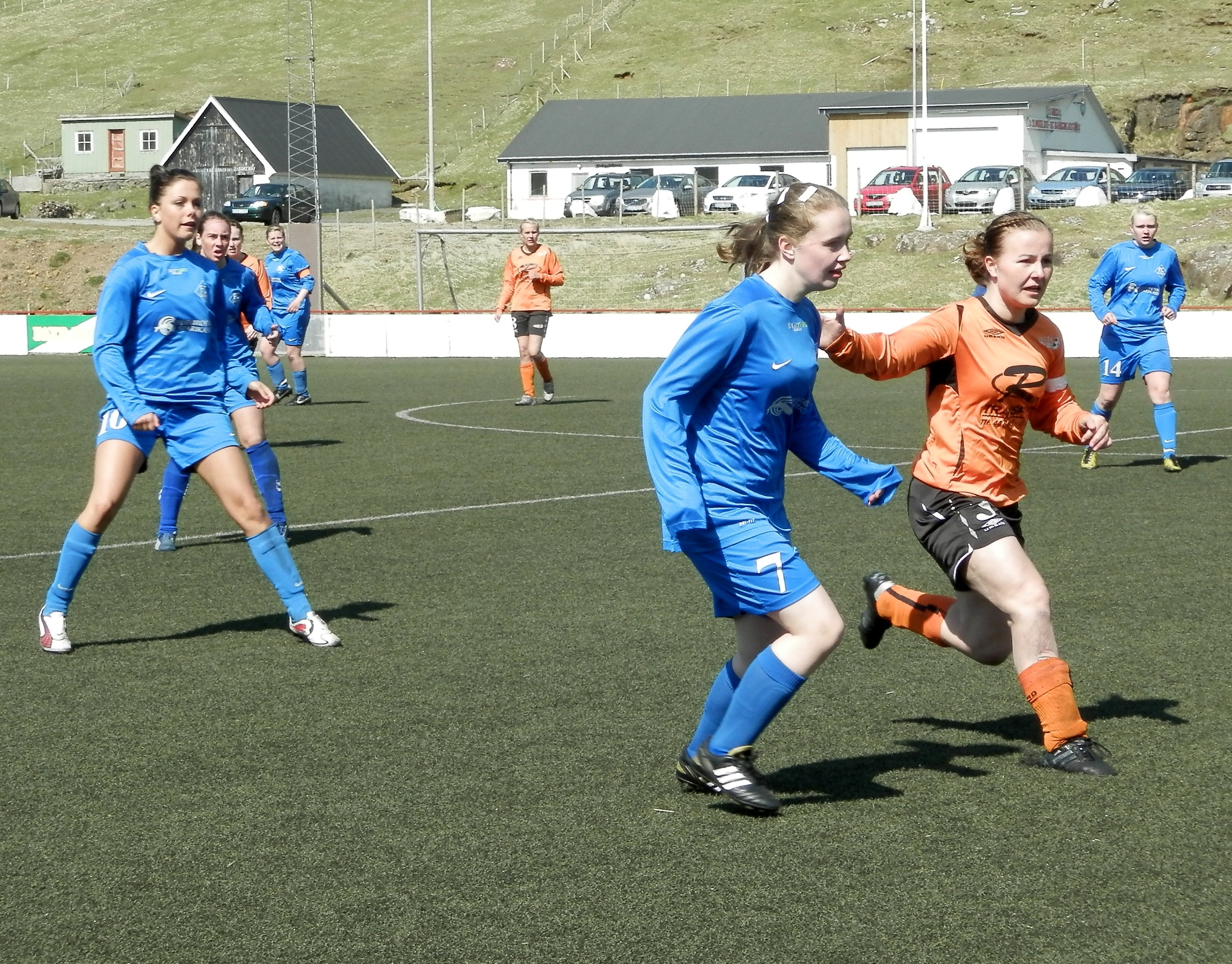
Skála tem também um time feminino, imagem de partida contra o FC Suðuroy.

Skála Ítróttarfelag (Skála ÍF) é um clube de futebol das Ilhas Faroe, da cidade de Skála. O clube foi fundado em 15 de maio de 1965. Eles terminaram a temporada 2013 da segunda divisão faroesa em 2º e portanto disputarão a primeira divisão em 2014.
A temporada 2005 foi a melhor da história do clube, eles terminaram em 2º e se classificaram para a Copa da UEFA de 2006–07.

## Títulos
- Terceira Divisão Faroesa: 3

1998, 2000, 2010.

## Retrospecto nas competições europeias
| Competição             | Jogos | Vitórias | Empates | Derrotas | Gols a favor | Gols sofridos |
| ---------------------- | ----- | -------- | ------- | -------- | ------------ | ------------- |
| Copa da UEFA           | 2     | 0        | 0       | 2        | 0            | 4             |
| Taça Intertoto da UEFA | 2     | 0        | 0       | 2        | 0            | 3             |

| Temporada | Competição             | Fase    | Oponente       | Resultados |
| --------- | ---------------------- | ------- | -------------- | ---------- |
| 2005      | Taça Intertoto da UEFA | 1ª Fase | Tampere United | 0–2, 0–1   |
| 2006–07   | Copa da UEFA           | 1Q      | Start          | 0–1, 0–3   |

Jogos em casa em negrito.